# Euphaedra (Euphaedrana) eleus
Euphaedra (Euphaedrana) eleus es una especie de  Lepidoptera, de la familia Nymphalidae,  subfamilia Limenitidinae, tribu Adoliadini, pertenece al género Euphaedra, subgénero (Euphaedrana).

## Subespecies
- Euphaedra (Euphaedrana) eleus eleus
- Euphaedra (Euphaedrana) eleus gigas (Hecq, 1996)

## Localización
Esta especie de Lepidoptera y las subespecies se encuentran localizadas en Sierra Leona, Zaire, Angola, Uganda y Tanzania (África). 